# رژیم نظامی گوریو
رژیم نظامی گوریو اشاره دارد به دولت گوریو از کودتای ۱۱۷۰ میلادی تا شورش سانبتسوشو در سال ۱۲۷۰ میلادی و تابعیت کامل کره در قبال دودمان یوآن، شعبه ای از امپراتوری مغول.